# Sielsowiet Ziabrauka
Sielsowiet Ziabrauka (biał. Зябраўскі сельсавет, ros. Зябровский сельсовет) – sielsowiet na Białorusi, w obwodzie homelskim, w rejonie homelskim, z siedzibą w Ziabrauce.

## Demografia
Według spisu z 2009 sielsowiet Ziabrauka zamieszkiwało 2025 osób, w tym 1752 Białorusinów (86,52%), 181 Rosjan (8,94%), 77 Ukraińców (3,80%), 12 osób innych narodowości i 3 osoby, które nie podały żadnej narodowości.

## Geografia
Sielsowiet położony jest we wschodniej części rejonu homelskiego. Od północnego wschodu graniczy z Homlem. Przebiega przez niego linia kolejowa Kutok – Homel (Bachmacz – Homel).

## Miejscowości
- agromiasteczko:
  - Ziabrauka
- wieś:
  - Kantakuzauka
- osiedla:
  - Hraza
  - Karaniouka
  - Krasnaje Sieliszcza
  - Wajawoda
  - Zarnica